# François de Montmorency
Pour les autres membres de la famille, voir maison de Montmorency.
François de Montmorency, duc de Montmorency (né à Chantilly, le 17 juillet 1530 — mort à Écouen, le 6 mai 1579) est un noble et militaire français, grand officier de la couronne.
Il est grand maître de France, maréchal de France et gouverneur de Paris et d'Île-de-France. Il est le fils aîné du connétable Anne de Montmorency et l'époux de Diane de France, fille légitimée du roi Henri II.

## Biographie

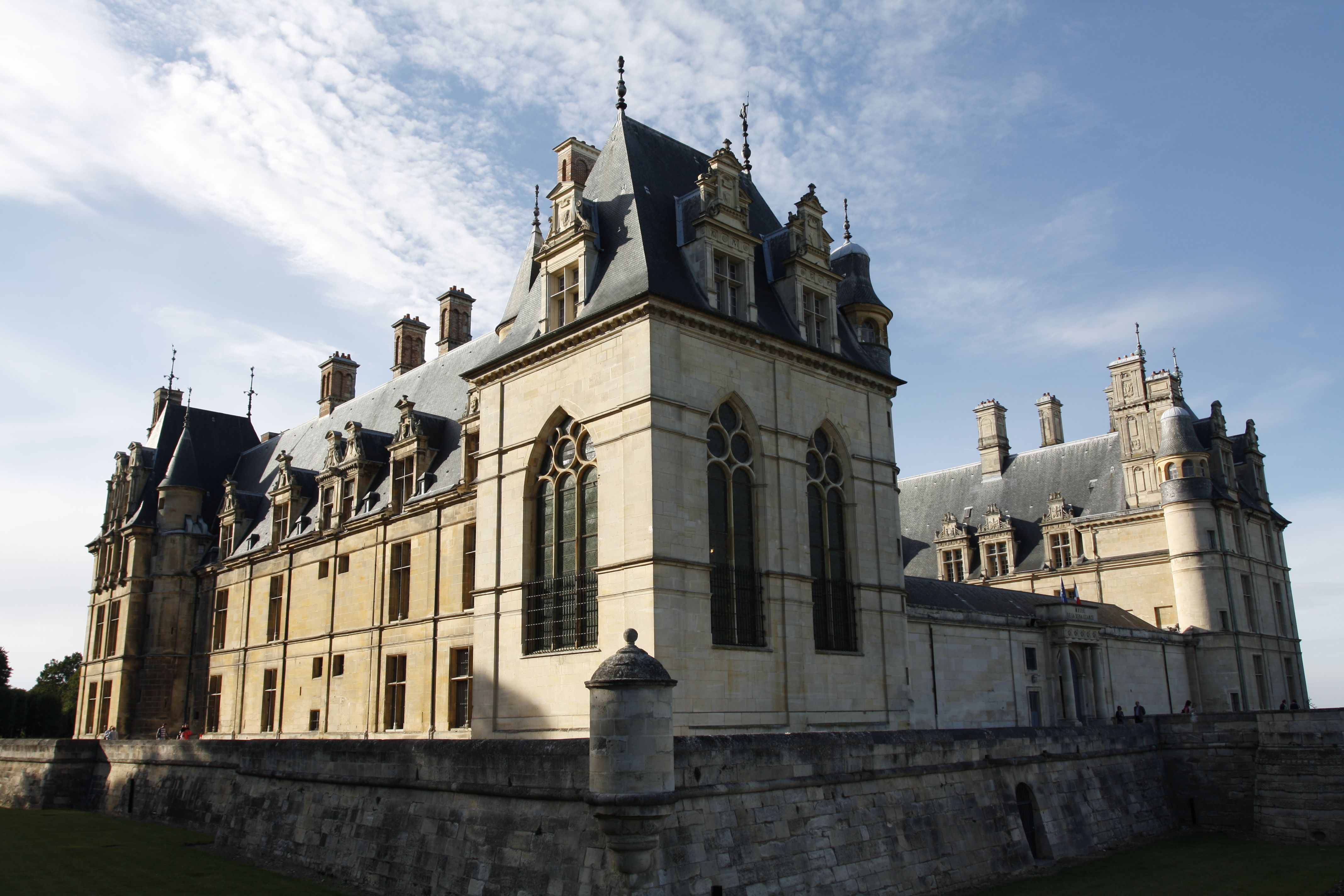
Le château d'Écouen, résidence principale des ducs de Montmorency.

François est le fils aîné d'Anne de Montmorency, pair et connétable de France, et de Madeleine de Savoie. Il est né le 17 juillet 1530 dans le château de son père, à Chantilly. Il fait ses premières armes au siège de Lenz en Piémont, en 1551. Il accompagne le roi Henri II sur la frontière d'Allemagne, assiste à la prise de Damvillers et d'Ivoy, sert au siège de Metz, en 1552. Sous les ordres d'Essé, il participe à l'héroïque résistance de la ville de Thérouanne contre les assauts des troupes de Charles Quint : finalement, il doit se rendre et est fait prisonnier le 30 mai 1553.
Sa captivité dure trois ans. À son retour, il est fait chevalier de l'Ordre de Saint-Michel et pourvu du Gouvernement de Paris et de l'Île-de-France (1556). Il est envoyé en Italie au secours du pape Paul IV et reprend aux Espagnols le port d'Ostie et quelques autres places aux environs de Rome. Il prend part à la malheureuse journée de Saint-Quentin le 10 août 1557, défend la Picardie contre les Espagnols et assiste au siège de Calais, en 1558.
Le roi l'envoie en ambassade auprès de la reine Élisabeth Ire d'Angleterre pour recevoir d'elle l'engagement d'observer le traité de paix du Cateau-Cambrésis. À la mort du roi Henri II, il doit céder la charge de Grand maître, héritée de son père, au duc de Guise. Le roi lui donne alors le bâton de Maréchal de France (1559).
Il est marié contre son gré en 1557 à Diane de France, fille illégitime d'Henri II. François de Montmorency avait auparavant contracté un mariage demeuré secret avec Jeanne d'Halluin, mais après avoir subi les foudres de la colère paternelle, il se soumet et épouse la fille naturelle du roi.
Pendant les guerres de Religion, il se range du côté des catholiques libéraux favorables à l'application d'une politique de tolérance civile à l'égard des protestants. Il est lui-même très proche de ses cousins Châtillon passés à la Réforme protestante. Il assiste en 1560 aux États Généraux tenus à Orléans. Il participe au sein de l'armée royale à la bataille de Dreux le 19 décembre 1562, et à la prise du Havre. Il participe également le 10 novembre 1567 à la bataille de Saint-Denis où meurt son père.
Dans son gouvernement de la ville de Paris, il devient impopulaire par sa fermeté à appliquer les édits royaux et à faire interdire les armes à feu. Hostile à la maison des Guise, François affronte le cardinal de Lorraine lors d'une bataille de rue en 1565. Cette rivalité ne va cesser d'aller en s'accroissant.

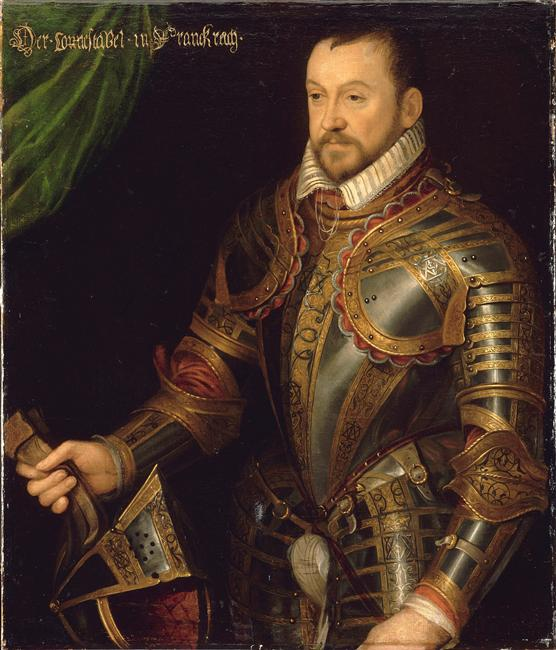
François de Montmorency, école française du XVIe siècle.

En 1570, il a la tâche très difficile de faire respecter à Paris la Paix de Saint-Germain-en-Laye. En 1572, il est envoyé auprès de la reine Élisabeth Ire d'Angleterre pour faire signer le traité d'alliance avec la France. C'est à cette occasion qu'il reçoit l'Ordre de la Jarretière. De retour en France, François est plus que jamais impopulaire. Son incapacité à maîtriser les mutins parisiens, le pousse finalement à abandonner son poste de gouverneur de la ville. Il quitte la ville quelques jours avant le massacre de la Saint-Barthélemy, laissant ainsi le champ libre au Guise et aux massacreurs. On dit que François faisait lui-même partie de la liste des chefs à exécuter durant le massacre. C'est lui qui fait faire discrètement décrocher le cadavre de Coligny, son cousin, du gibet de Montfaucon où il était suspendu.
En 1574, Charles IX le laisse revenir à la cour, mais un incident impliquant le duc de Guise le contraint à quitter à nouveau la cour. François de Montmorency est ensuite impliqué dans le complot des Malcontents, le « Tiers parti » du duc d'Alençon. Arrêté et enfermé à la Bastille avec le maréchal de Cossé, François de Montmorency n'est libéré qu'en octobre 1575. Le roi reconnaît son innocence par lettres patentes enregistrées au Parlement. François meurt au château d'Écouen le 6 mai 1579 et est inhumé en l’église de Saint-Martin de Montmorency.

## Notes et références

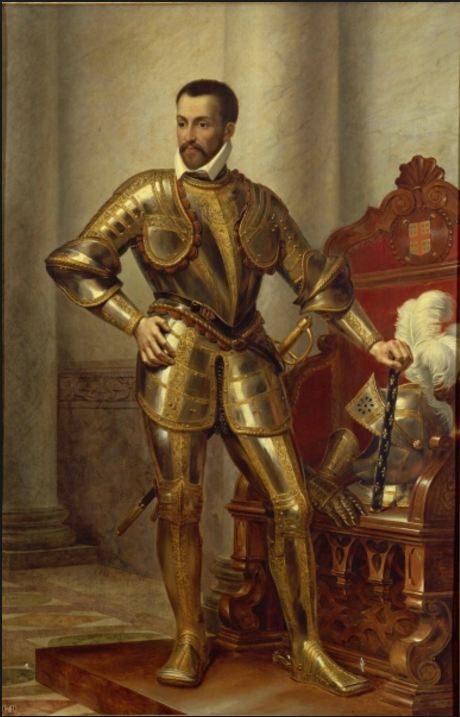
François, duc de Montmorency, maréchal de France (1530-1579), François-Louis Dejuinne, 1835. Copie, d'après un original conservé au château de Beauregard, commandé par pour le musée historique de Versailles en 1834.